# Cetatea de Baltă
Cetatea de Baltă (in ungherese Küküllővár, in tedesco Kokelburg), è un comune della Romania di 3 066 abitanti, ubicato nel distretto di Alba, nella regione storica della Transilvania.
L'esistenza della località è documentata fin dal 1197, con la denominazione Cuculiensis castri.
Il comune è formato da un insieme di 4 villaggi: Cetatea de Baltă, Crăciunelu de Sus, Sântămărie, Tătârlaua.
Cetatea de Baltă si trova sulle rive del fiume Târnava Mică, a 15 km da Târnăveni ed a 21 km da Blaj.

## Monumenti

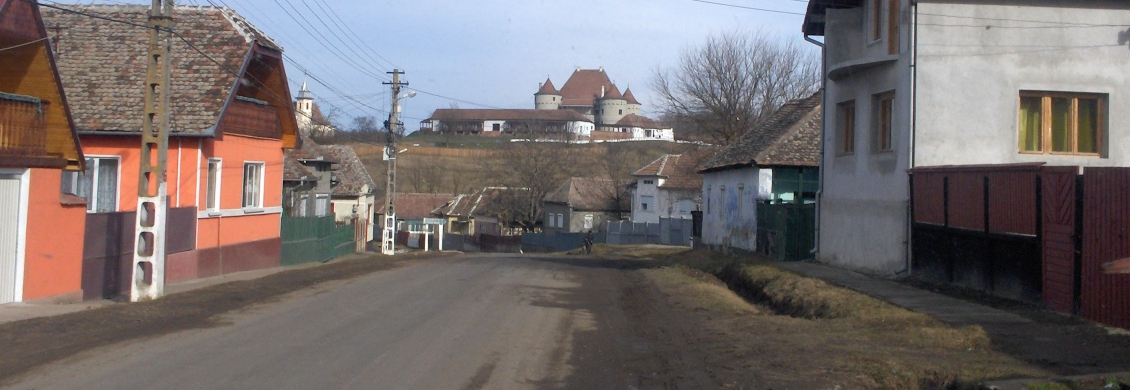
Il castello visto dal paese

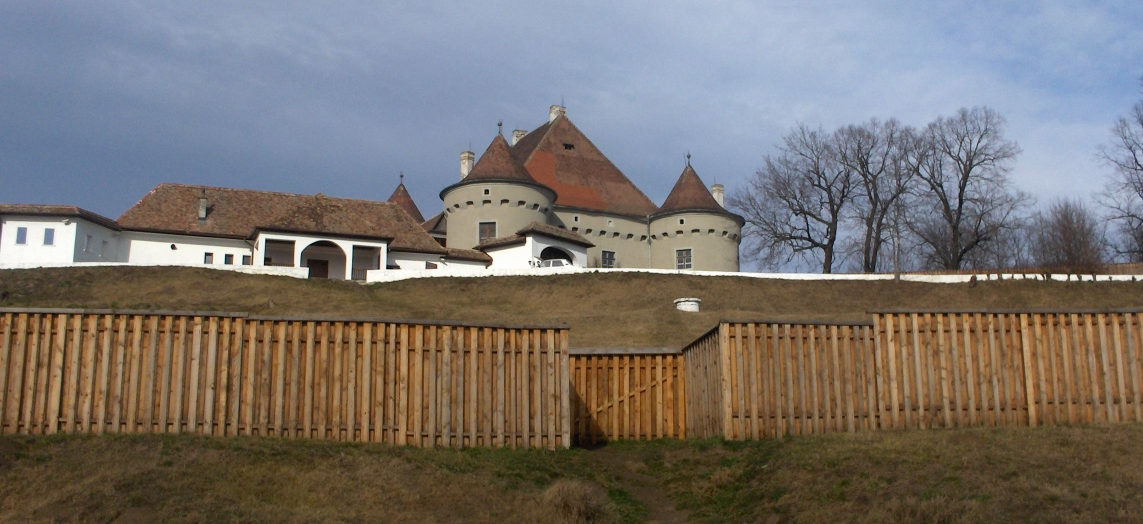
Il castello dal basso

A Cetatea de Baltă si trovano alcuni interessanti monumenti:
- un castello costruito nel XVI secolo in stile rinascimentale francese e restaurato in stile barocco a cavallo tra il XVII e il XVIII secolo;
- una fortezza databile tra il I secolo a.C. e il I secolo d.C., di cui oggi rimangono soltanto alcuni ruderi;
- una chiesa protestante riformata in un edificio risalente al XIII secolo.